# 2009 au Botswana
Cet article présente les faits marquants de l'année 2009 au Botswana.

## Évènements
- Mardi 24 février 2009 : le gouvernement et la société De Beers annoncent la suspension de toute exploitation diamantifère dans les quatre mines du pays pendant une durée de sept semaines en raison de la crise mondiale qui affecte la demande en pierres précieuses. L'estimation de ventes de diamants en 2008 porte sur 28,9 millions de carats, soit 17 % de moins qu'en 2007. Cet arrêt des mines concerne quelque six mille employés.

- Vendredi 17 avril 2009 : selon la société Debswana, la production de diamants du pays, premier producteur au monde de diamants, devrait baisser en 2009, passant de 33 à 15 millions de carats, en raison d'une importante baisse de la demande. Depuis décembre, l'activité dans les mines a été réduite voire arrêtée et des milliers d'emplois supprimés en raison de la chute de la demande due à la crise économique mondiale. Cependant le Botswana estime pouvoir toutefois vendre entre 18 et 20 millions de carats grâce aux stocks, d'où la décision de réduire la production à un tel niveau. La production de diamants non taillés est la plus importante industrie du pays, représentant 50 % des recettes publiques, 33 % du produit intérieur brut et 70 % des rentrées de devises[1].

- Jeudi 7 mai 2009 : le ministère de la Santé annonce la mise en place d'un programme pour circoncire 80 % de sa population masculine, en cinq ans, soit un total d'environ 460 000 hommes, dans le but de limiter la propagation du sida dans ce pays d'Afrique australe fortement touché par la maladie. Le taux de prévalence dans la population adulte est de 24 %, et l'espérance de vie est de seulement 34 ans. Une campagne a été lancée pour encourager les hommes à se rendre dans les hôpitaux pour être opérés dans de bonnes conditions d'hygiène. Des essais cliniques conduits en Afrique ont prouvé que la circoncision réduisait de 50 à 60 % le risque de transmission du VIH de la femme à l'homme.

- Vendredi 16 octobre 2009 : élections législatives. Près de 725 000 électeurs, sur une population de 1,9 million d'habitants, sont appelés aux urnes pour désigner 57 députés, qui choisiront ensuite le chef de l'État.

- Samedi  17 octobre 2009 : le Parti démocratique du Botswana (BDP), au pouvoir depuis l'indépendance en 1966, revendique la victoire aux élections législatives, avec 29 sièges sur 35 sur les 57 dépouillées, ce qui devraient ouvrir la voie à la reconduction du président Ian Khama.

- Mercredi 9 décembre 2009 : le ministre de l'Environnement, Kitso Mokaila, estime que le Botswana a besoin de 143 millions de dollars par an pour réduire ses émissions de gaz à effet de serre produites par ses centrales à charbon : « En tant que pays dépendant de l'énergie thermique, nous avons besoin de technologies plus saines pour réduire les émissions produites par les centrales à charbon […] Le Botswana bénéficie d'un bon ensoleillement qui peut être utilisé pour générer de l'énergie. Mais pour produire une quantité suffisante d'énergie solaire, nous avons besoin de financement pour les équipements ». Le ministre a précisé que le Botswana émet 0,4 % des émissions mondiales de CO2[2].